# Chía (Huesca)
Chía ist eine Gemeinde in der Provinz Huesca in der Autonomen Gemeinschaft Aragonien in Spanien. Sie liegt in der Comarca Ribagorza am Fuß der Sierra de Chía. In Chía wird wie im ganzen Tal von Benasque ein als Benasqués (oder Patués) bekannter katalanisch-aragonesischer Übergangsdialekt gesprochen.

## Bevölkerungsentwicklung
| 1991 | 1996 | 2001 | 2004 |
| ---- | ---- | ---- | ---- |
| 127  | 121  | 111  | 112  |

## Geschichte
Chía wird um das Jahr 1015 erstmals genannt.

## Sehenswürdigkeiten
- Gebäude in Pyrenäenarchitektur.

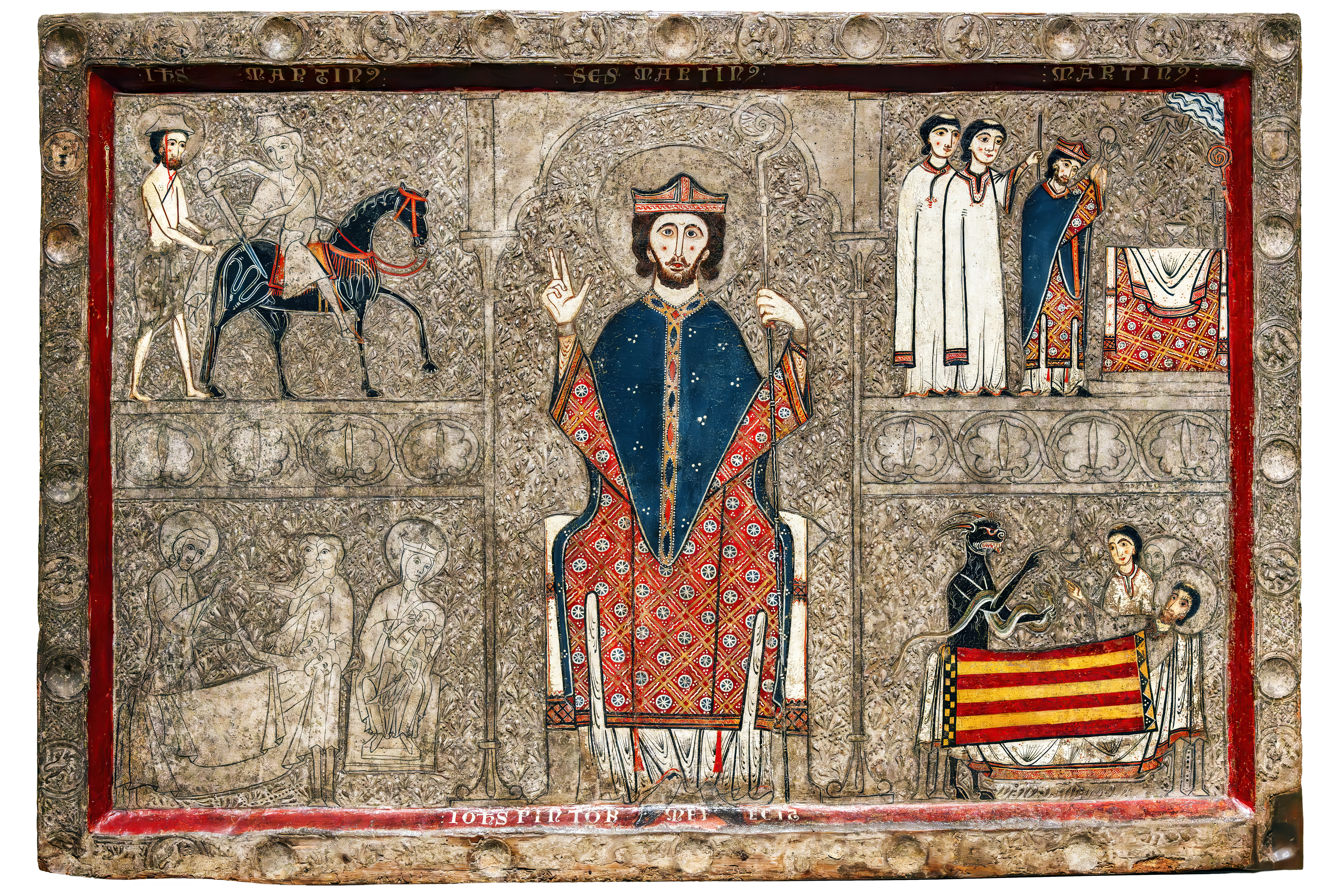
Antependium aus San Martín

- Die Einsiedelei San Martín de Chía aus dem 13. Jahrhundert. Ein Antemensale aus San Martín ist im Museu Nacional d’Art de Catalunya in Barcelona ausgestellt.
- Die ursprünglich romanische Pfarrkirche San Vicente.